# تیگران بالایان
تیگران بالایان (ارمنی: Տիգրան Բալայան؛ زادهٔ ۲۹ اکتبر ۱۹۷۷) دیپلمات و تاریخ‌نگار اهل ارمنستان است که از تاریخ ۴ اکتبر ۲۰۱۸ به عنوان سفیر ارمنستان در پادشاهی هلند و نماینده دایمی جمهوری ارمنستان در سازمان منع سلاح‌های شیمیایی مشغول به خدمت است.

## زندگی‌نامه
در ۲۹ اکتبر ۱۹۷۷ در ایروان به دنیا آمد و در رشته تاریخ و رابط بین‌الملل از دانشگاه دولتی ایروان فارغ‌التحصیل شد.  وی متأهل و صاحب یک دختر و یک پسر است.